# Калтай

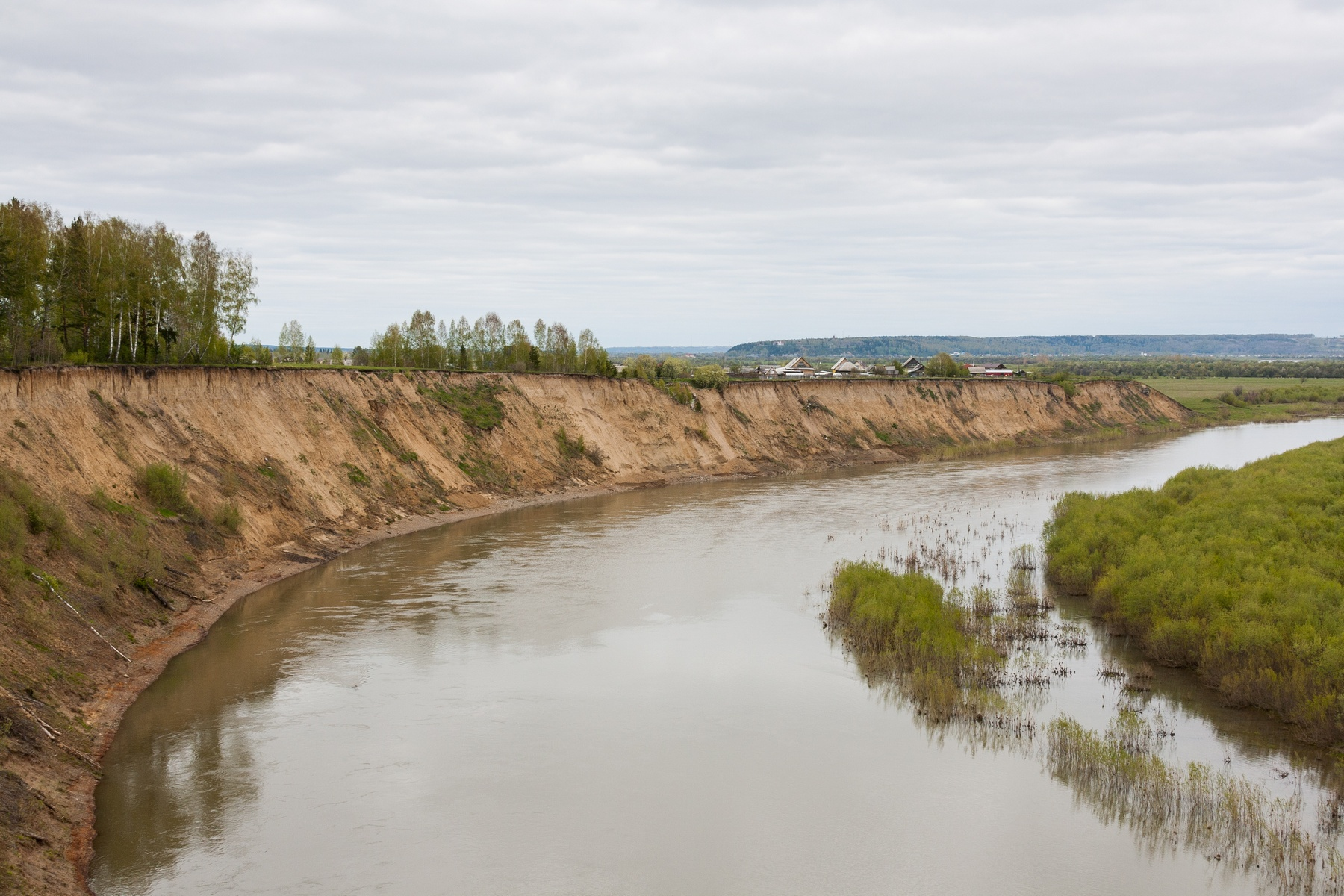
Пенькова протока Томи в Калтае

Калта́й — село в Томском районе Томской области, административный центр Калтайского сельского поселения.
Село находится в 23 км от Томска, на левом берегу Томи, рядом с селом проходит автодорога M53.
В селе Калтайское Томского уезда стояла церковь деревянная однопрестольная, построена в 1865 году. В 1891 году была открыта церковно-приходская школа.

## Население
| 2002  | 2008  | 2009  | 2010  | 2011  | 2012  | 2013  |
| ----- | ----- | ----- | ----- | ----- | ----- | ----- |
| 1048  | ↘1043 | ↗1073 | ↘1060 | ↗1064 | ↘1050 | ↗1056 |
| 2014  | 2015  | 2021  |       |       |       |       |
| ↗1083 | ↗1085 | ↗1122 |       |       |       |       |

В основном проживают чатские татары.

## Организации
- МОУ «Калтайская средняя общеобразовательная школа»[11];
- МДОУ «Детский сад с. Калтай»;
- МУ Томская ЦРБ ФАП с. Калтай;
- почтовое отделение связи с. Калтай;
- СП ТФ ОАО «Сибирьтелеком», АТС с. Калтай.
- фельдшерско-акушерский пункт